# Cajunové

Cajunská národní vlajka (od roku 1965)

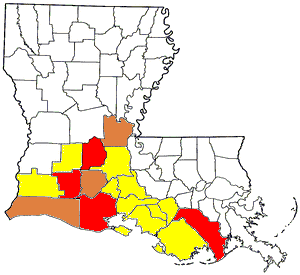
Podíl aktivních mluvčích cajunskou francouzštinou ve farnostech státu Louisiana (stav k roku 2006):
0,5–1 %
1–2 %
>2 %

Cajunové jsou příslušníci etnické skupiny žijící v počtu přes 1 milion osob na jihu USA, především ve státech Louisiana a Texas. Jsou to potomci francouzských osadníků z kanadské oblasti Akádie (francouzsky L'Acadie, dnes Nové Skotsko), kteří byli po sedmileté válce (1756–63) vítěznými Brity vyhnáni a část z nich se usídlila v okolí města New Orleans a na přilehlém pobřeží, jež tehdy čerstvě připadlo do Nového Španělska, ale mělo již díky předchozí francouzské koloniální vládě silné francouzskojazyčné osídlení. Od roku 1980 jsou Cajunové uznáváni americkou vládou za národnostní menšinu.
Jméno „Cajun“ (v americké angličtině výslovnost kejdžn, francouzsky však kažun) vzniklo anglickým zkomolením hovorové výslovnosti obyvatelského jména „Akaďané“ (francouzsky les Cadiens). Cajunové obývají hlavně oblast jihozápadní Louisiany, zvanou Acadiana, s hlavním městem Lafayette; kromě toho jich také několik set tisíc žije v jihovýchodní části Texasu.
Udržují si svéráznou kulturu, vyznačující se užíváním francouzského dialektu (tzv. cajunská francouzština), katolickou vírou, oblibou ve svátcích jako je Masopustní úterý (Mardi Gras), hudebním stylem zydeco (spojuje prvky blues, country a reggae, používá housle a akordeon) a charakteristickou kuchyní, využívající mořské plody, zeleninu a ostré koření a připravující pokrmy v jednom hrnci (typická je např. polévka gumbo).